# Абулия
Абулия (от гръцки език α – отрицателна частица и βουλή – воля) е безволие. Болните с такъв симптом не могат да вземат решение или да осъществят дадена дейност, при това осъзнават тази невъзможност, което засилва дискомфорта им. При най-тежки форми може каквато и да било дейност да бъде прекратена, тоест пациентът да стане напълно неподвижен. Абулията се наблюдава при синдроми, свързани с настроението, като депресивни състояния и меланхолия, както и при неврозите и токсикоманиите. За някои от причинителите се смятат конституционалното предразположение, възпитателните грешки като авторитарност от страна на родителите, обсебваща загриженост и други.